# Hayange
Hayange [ajɑ̃ʒ] (deutsch Hayingen; luxemburgisch Hengen) ist eine französische Stadt mit 16.013 Einwohnern (Stand 1. Januar 2022) im Département Moselle in der Region Grand Est (bis 2015 Lothringen).
Die Einwohner nennen sich Hayangeois.

## Geographie
Die Gemeinde Hayange liegt an der Fensch, etwa acht Kilometer südwestlich von Thionville (Diedenhofen). Zum Gemeindegebiet zählt auch das ehemals selbstständige Saint-Nicolas-en-Forêt, das 1969 eingemeindet wurde.

## Geschichte

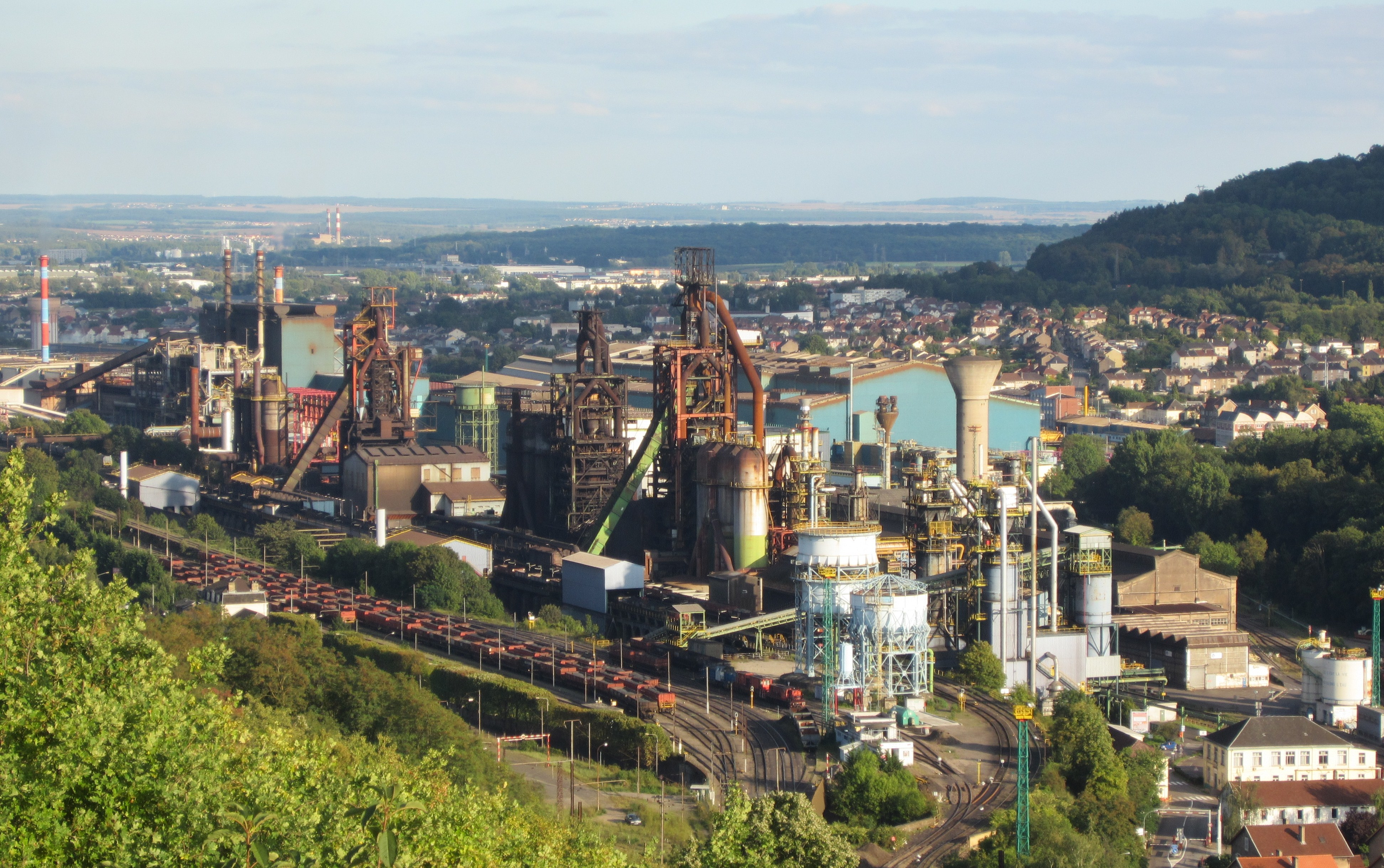
Stahlwerk

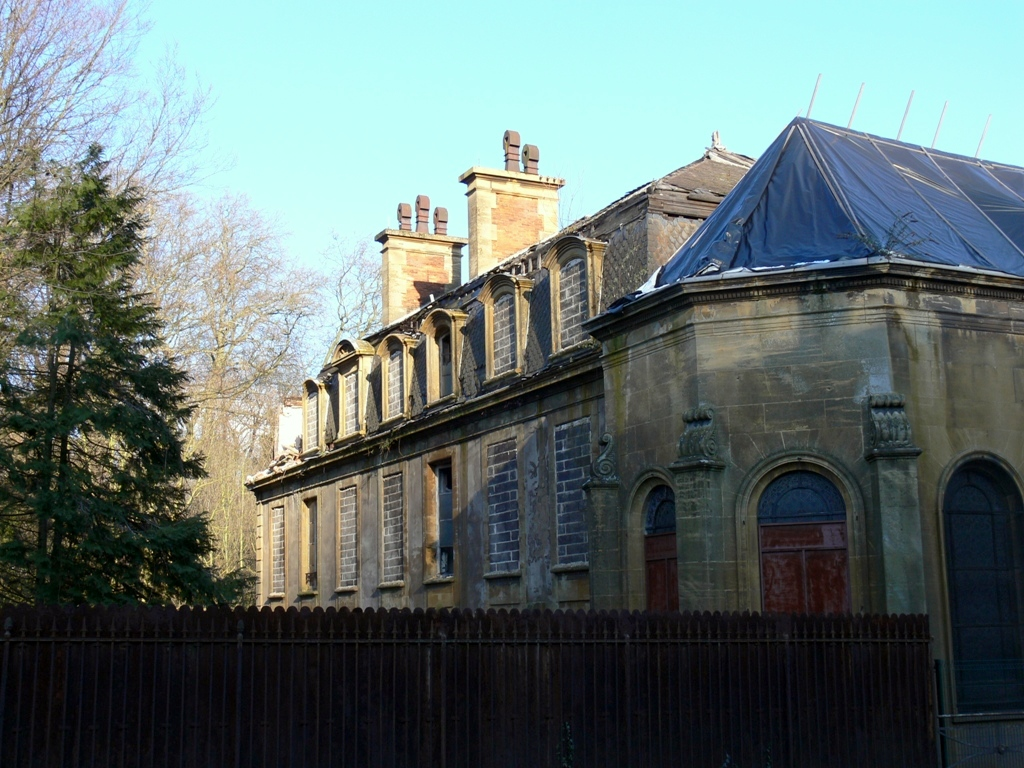
Schloss Wendel

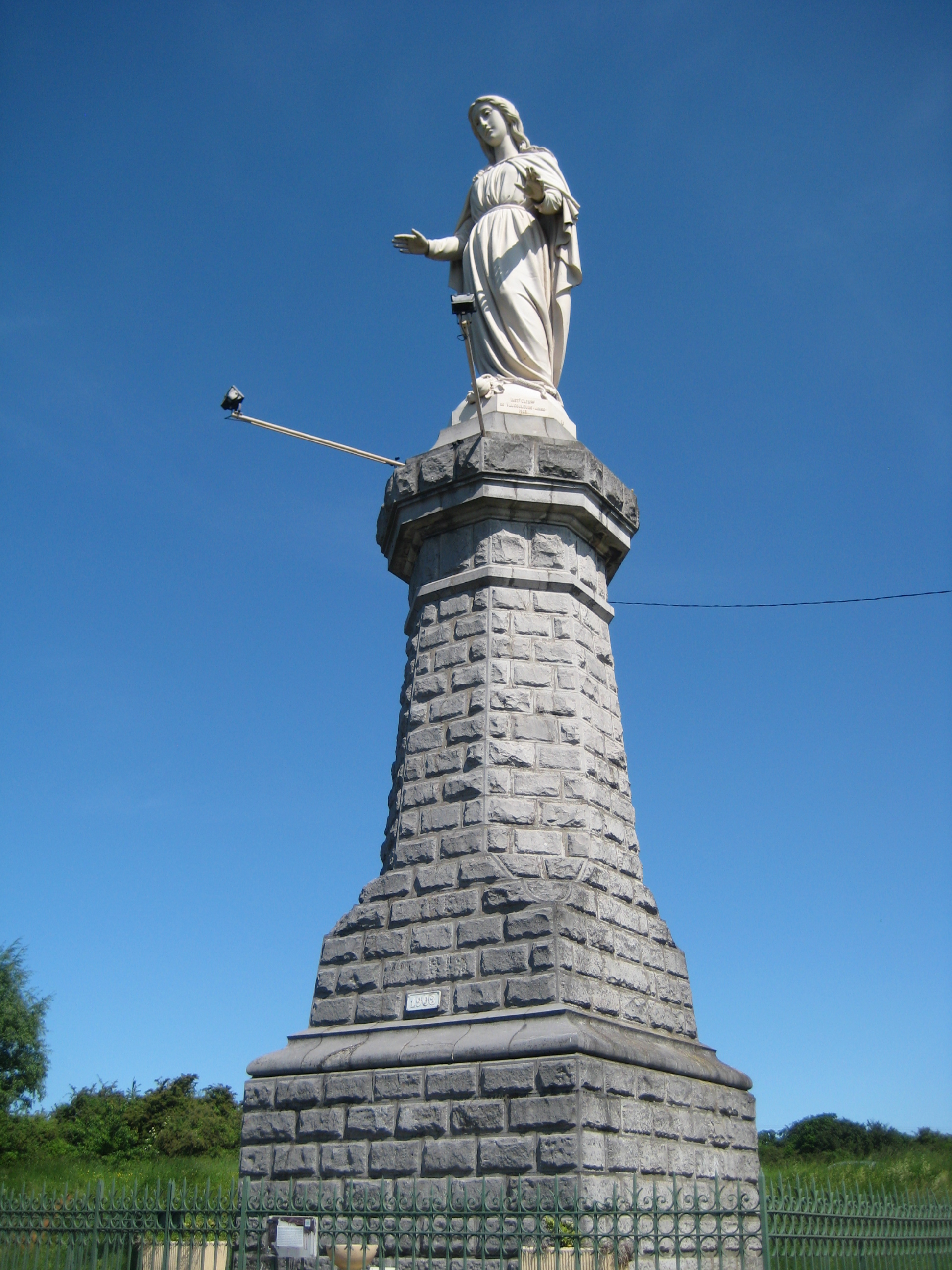
Marienstatue

Der Ort wurde 821 erstmals als Heingen erwähnt. Im 13. Jahrhundert gehörte Hayingen zum Bistum Metz und hatte ein befestigtes Schloss, das die Thierry, Herren von Heïengen, besaßen. Das Schloss wurde später durch einen Neubau ersetzt.
1704 kaufte der Offizierssohn und Schmiedemeister Jean-Martin de Wendel die Seigneurie von Hayingen. Er, seine Familie und seine Nachkommen widmeten sich dem Bergbau; sie erschlossen Minen, gründeten Eisenhütten und Stahlwerke. Um 1875 betrieb hier die Firma Franz de Wendels Enkel & Comp., deren Gründung 1805 erfolgt war, acht Hochöfen und zugehörige Stahlwerke für die Herstellung von Eisenbahnschienen, Baustahl sowie anderen Eisen- und Stahlerzeugnissen mit insgesamt etwa dreitausend Arbeitnehmern. Es wurden sowohl Einheimische als auch Gastarbeiter aus Frankreich, Italien, Spanien, Nordafrika und anderen Ländern beschäftigt und gerecht entlohnt. Der letzte Abkömmling dieser anerkannt sozial orientierten Industriellendynastie starb um 1960.
Ende des 19. Jahrhunderts (1887) war Hayingen eine zweisprachige Gemeinde, wobei das Französische dominierte. Etwa ein Drittel der Bevölkerung sprach Deutsch. In den Kirchen wurde Deutsch und Französisch gesprochen.
Am Anfang des 20. Jahrhunderts hatte Hayingen eine evangelische Kirche, eine katholische Kirche, eine Synagoge, ein Amtsgericht, Eisenerzbergbau und eine große Industrieanlage der Schwerindustrie zur Herstellung von Roheisen und Stahlwaren. 1903 wurde eine sieben Meter hohe und sechs Tonnen schwere Marienstatue gegossen, die auf dem höchsten Hügel, 300 Meter über Hayingen, aufgestellt wurde. Sie war das erste gegossene Metallprodukt aus dem Schmelzofen von Flörchingen.
2013 wurde der letzte Hochofen, der der Firma ArcelorMittal gehörte, stillgelegt. Etwa 3.000 Arbeitsplätze gingen verloren.

### Demographie
| Jahr | Einwohner | Anmerkungen |
| ---- | --------- | --- |
| 1793 | 803       | [ 5 ] |
| 1821 | 1020      | [ 5 ] |
| 1841 | 1508      | [ 5 ] |
| 1861 | 2860      | [ 5 ] |
| 1866 | 3896      | [ 6 ] |
| 1871 | 4004      | in 527 Gebäuden mit 971 Familien, darunter 13 Protestanten und 79 Juden                                                                             |
| 1872 | 3935      | am 1. Dezember, in 527 Häusern |
| 1880 | 4990      | am 1. Dezember, auf einer Fläche von 648 ha, in 647 Wohnhäusern, davon 4854 Katholiken, 60 Protestanten und 76 Juden                                |
| 1885 | 5893      | [ 11 ] |
| 1890 | 6163      | in 742 Häusern mit 1435 Haushaltungen, davon 5842 Katholiken, 222 Protestanten und 99 Juden (eine Militärperson)                                    |
| 1900 | 8510      | meist katholische Einwohner |
| 1905 | 10.068    | [ 12 ] |
| 1910 | 11.482    | am 1. Dezember, davon 10.652 Katholiken, 666 Evangelische und 158 Juden (2707 Einwohner mit französischer und 1939 mit italienischer Muttersprache) |

| Jahr      | 1962   | 1968   | 1975   | 1982   | 1990   | 1999   | 2007   | 2019   |
| Einwohner | 11.009 | 10.305 | 19.638 | 17.087 | 15.638 | 15.227 | 15.472 | 16.005 |

## Wirtschaft
Seit 1704 war Hayange von der Eisen- und Stahlindustrie geprägt. In den 1970er und 1980er Jahren wurden zahlreiche Betriebe stillgelegt (→ Stahlkrise). Am 3. Oktober 2011 wurde auch der letzte Hochofen („P6“) Lothringens im Arcelor-Mittal-Werk in Hayange trotz Protesten stillgelegt.
In Hayange gibt es noch Sollac Lorraine und die Eisenbahnschienen-Fabrik Usine Saint Jacques. Letztere gehörte von 2007 bis zum 1. Juni 2016 Tata Steel. Tata modernisierte die Fabrik 2010/11.

## Politik

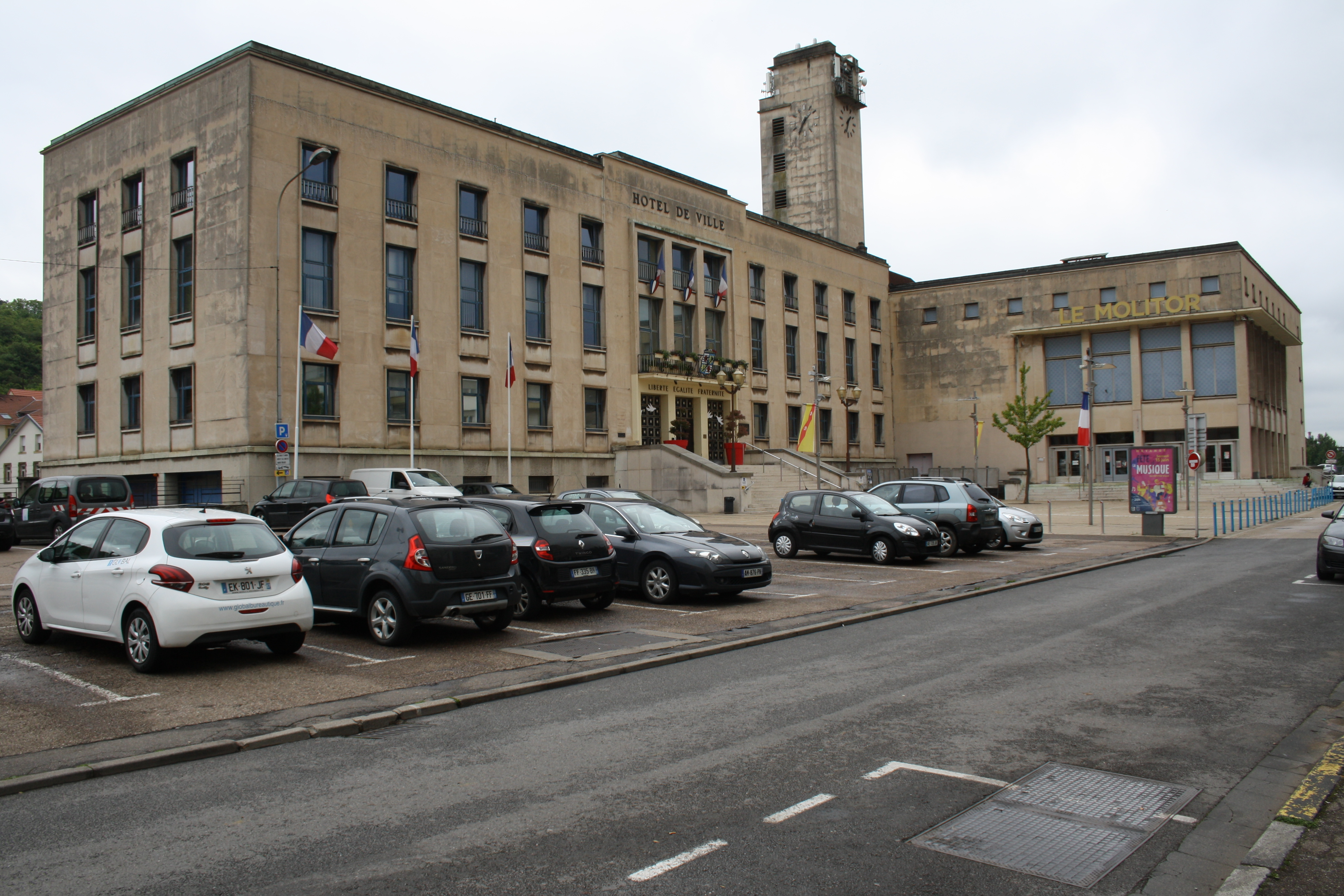
Hôtel de ville (Rathaus)

Der oft schwierige Strukturwandel in der Stadt und der Region, der für viele Bewohner Arbeits- und Perspektivlosigkeit bedeutete, machte die einstige Hochburg der Arbeiterbewegung zu einer Hochburg des Front national. Seit den Kommunalwahlen 2014 gehört Hayange zu den Kommunen, in denen diese Partei den Bürgermeister stellt.
Fabien Engelmann, ehemaliger Gewerkschafter der kommunistischen CGT sorgte seither immer wieder mit umstrittenen Aktionen für Aufsehen, etwa indem er eine fête du cochon organisierte, die die „französische Tradition“ des Verzehrs von Schweinefleisch in den Mittelpunkt stellte und als bewusste Provokation der muslimischen Gemeinde gedeutet wurde, oder politisch missliebigen Organisationen wie dem Secours populaire die Arbeit in der Gemeinde erschwerte. Da er, seine Parteikollegen und die Stadtangestellten sich vermehrt um die Sicherheit, Sauberkeit und die älteren Mitbürger kümmern, ist eine Mehrheit der Bürger mit seiner Politik zufrieden, wie staatliche Meinungsumfragen festgestellt haben.

## Verkehr

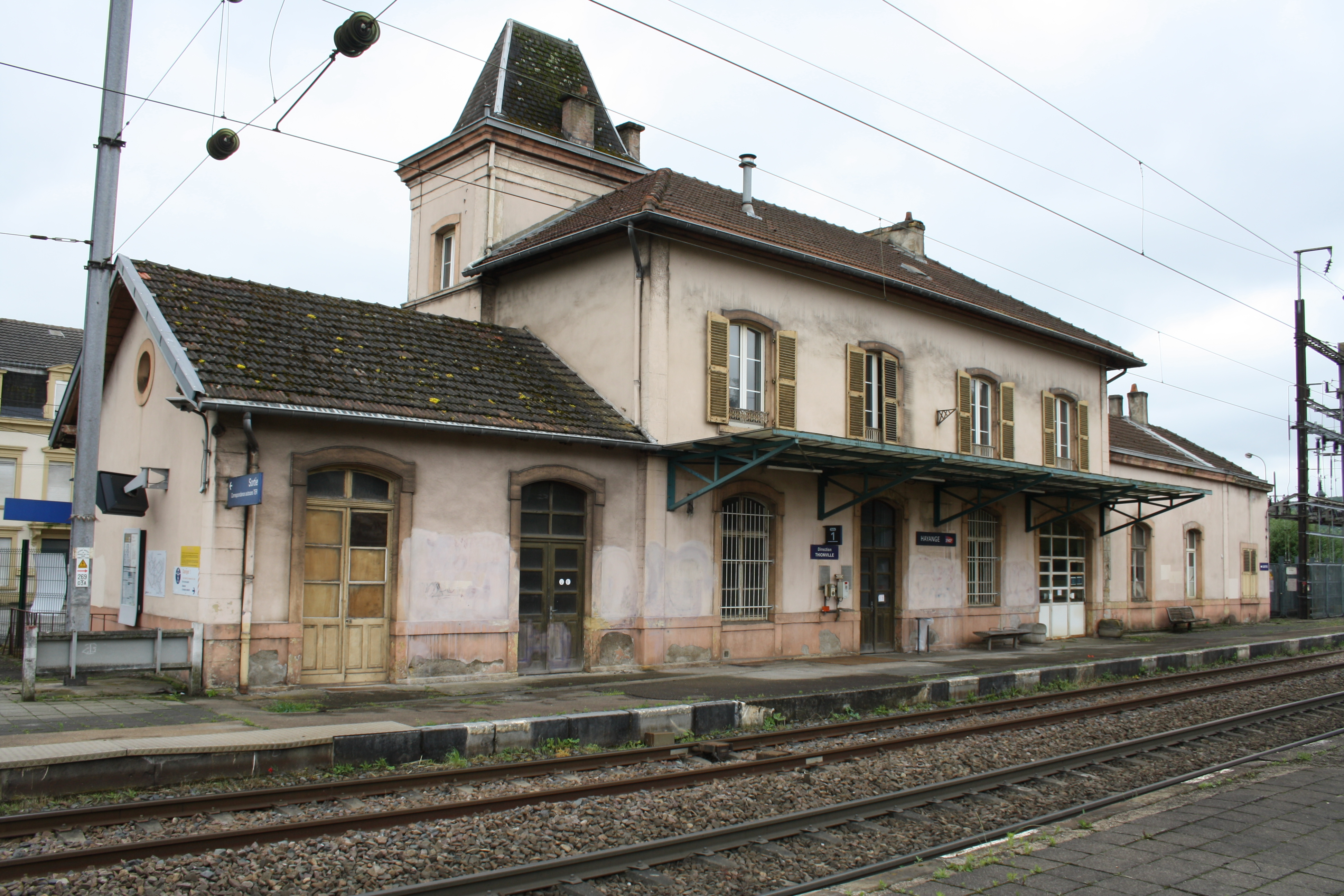
Bahnhof

Hayange hat einen Bahnhof an der Bahnstrecke Mohon–Thionville, deren entsprechender Abschnitt wurde am 25. April 1863 von der Compagnie des chemins de fer des Ardennes in Betrieb genommen. Aktuell wird er von Regionalzügen des TER Grand Est bedient.
Durch das Stadtgebiet verläuft die Autobahn A 30 mit den Anschlussstellen 3 (Hayange-Centre) und 4 (Hayange-Ouest). Im Ort treffen die Departementsstraßen D 13, D 57 und D 952 (ehemalige Nationalstraße N 52) aufeinander.

## Sehenswürdigkeiten
- Kirche Saint-Martin
- Protestantische Kirche

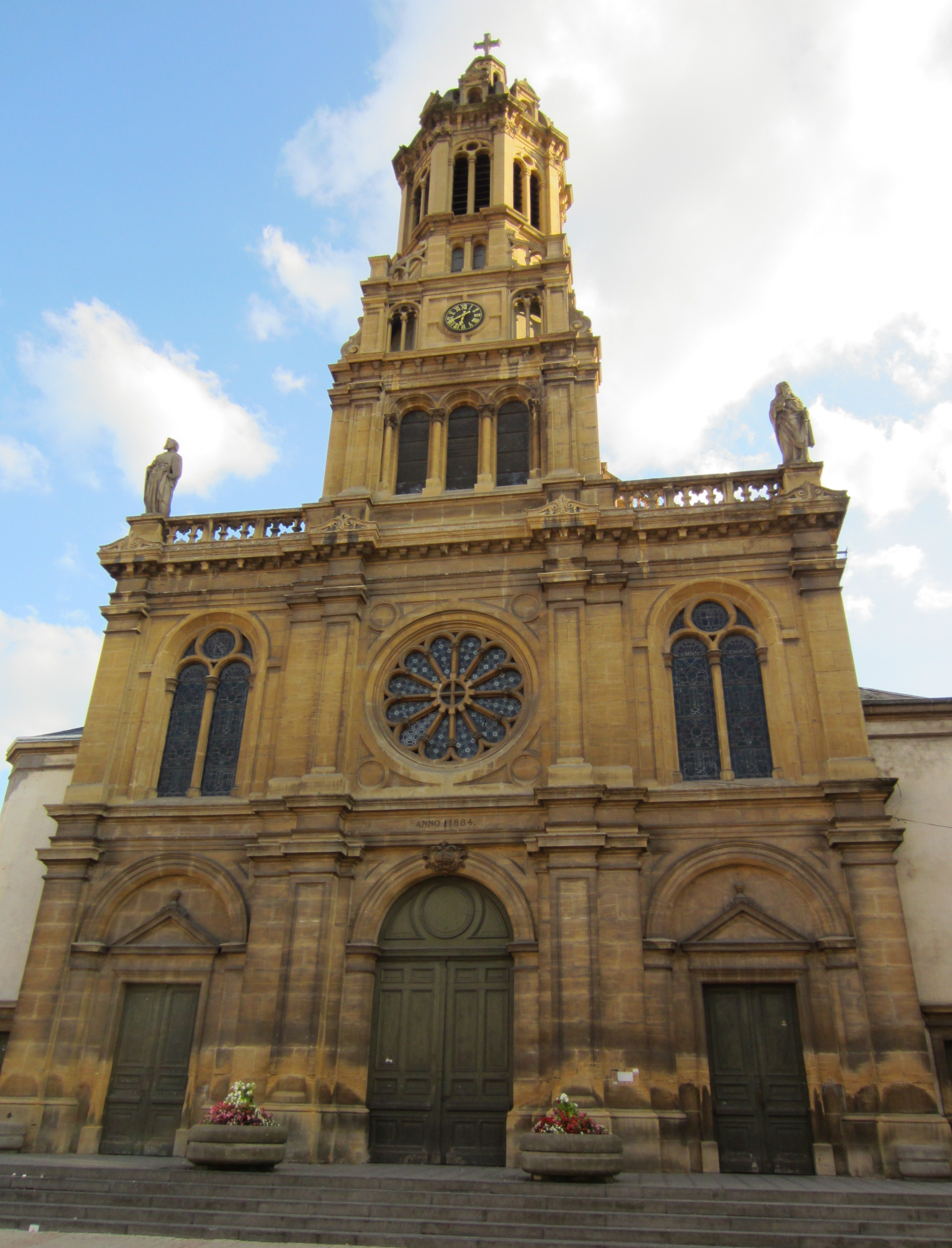
Kirche Saint-Martin

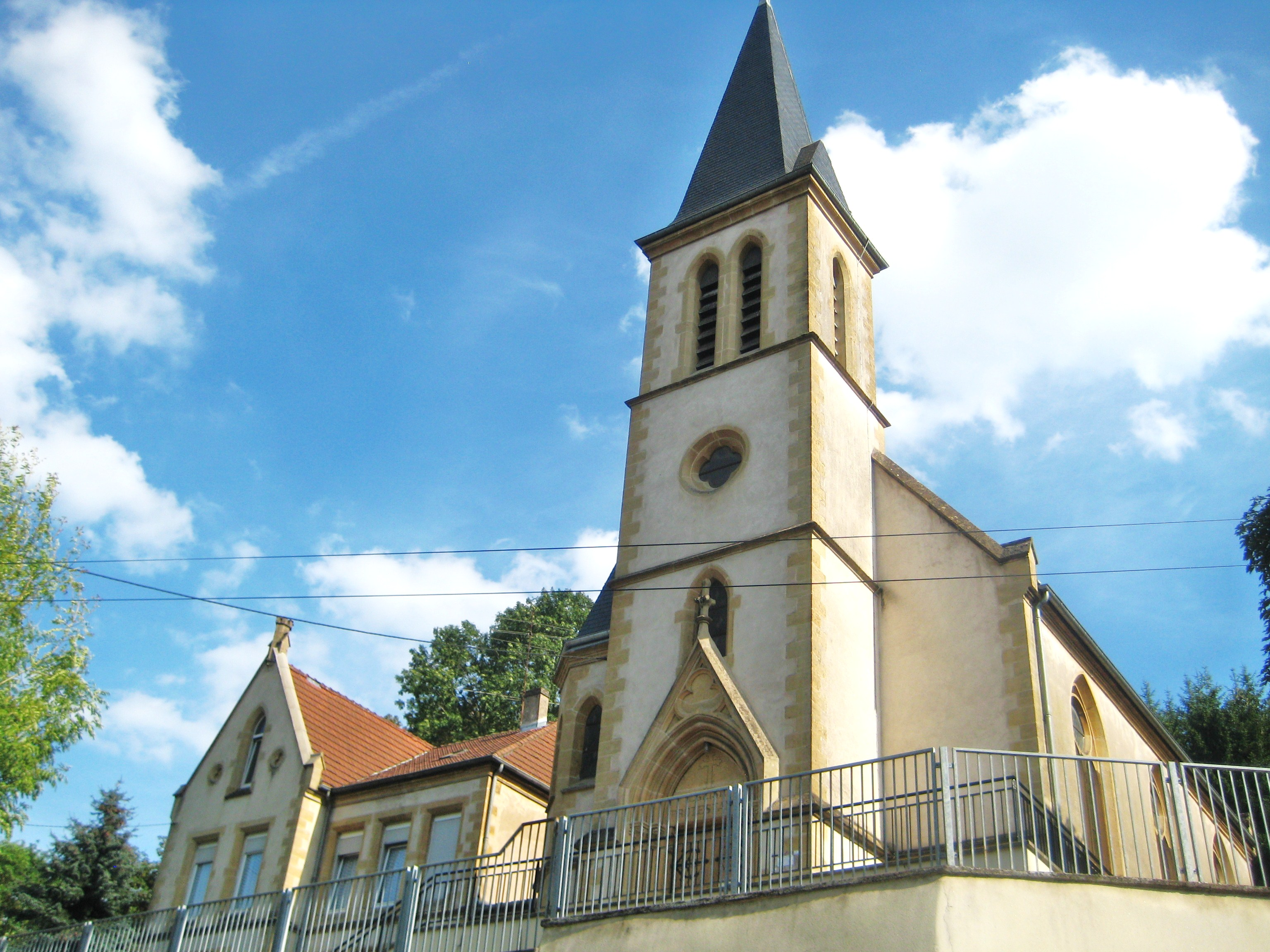
Protestantische Kirche

- Kirche Saint-Sixte im Ortsteil Marspich
- Synagoge
- Kapelle Sainte-Trinité
- Grabkapelle der Großindustriellenfamilie Familie de Wendel
- Sogenannte Polen-Kapelle
- Schloss Hayange

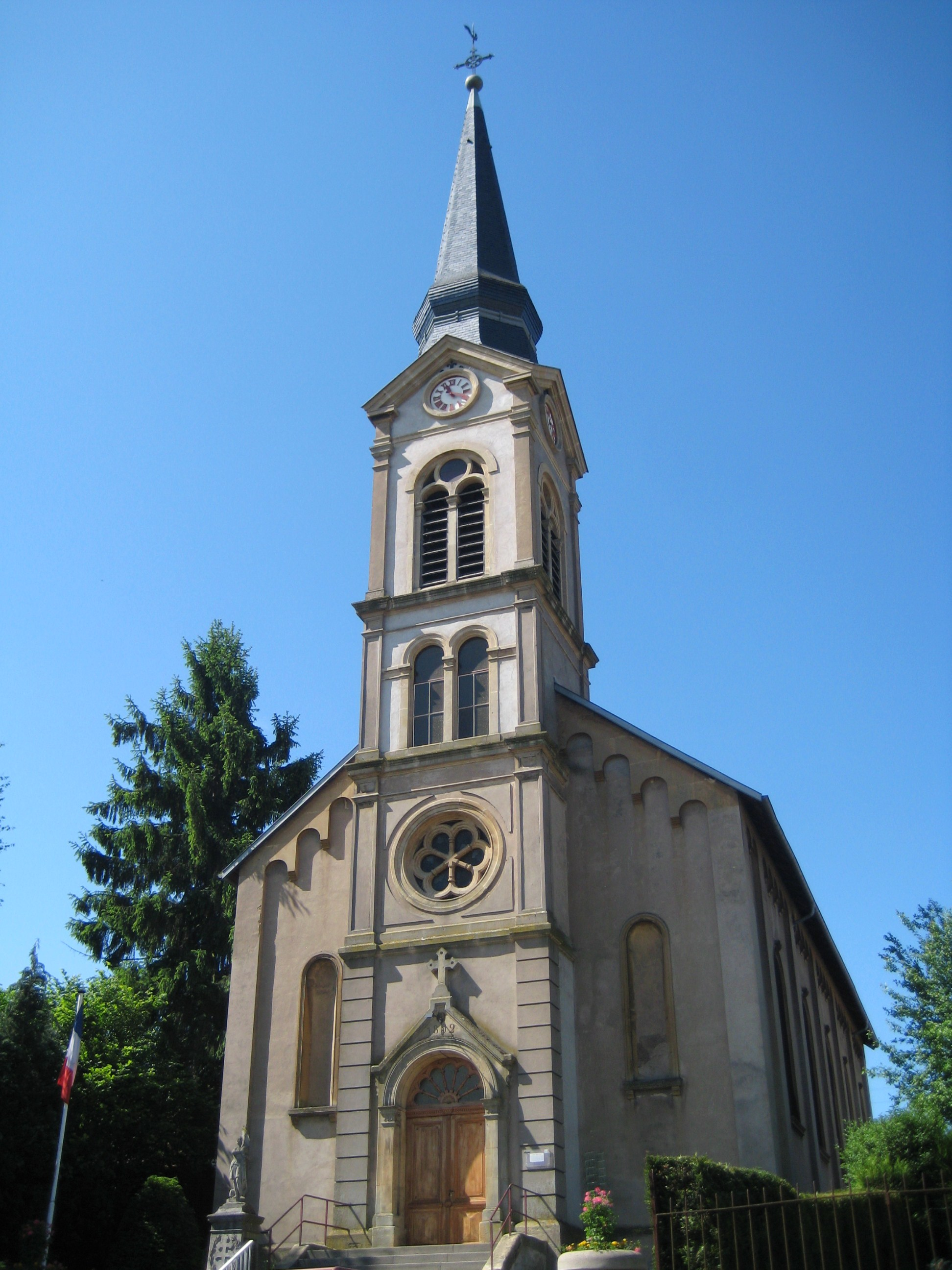
Kirche Saint-Sixte
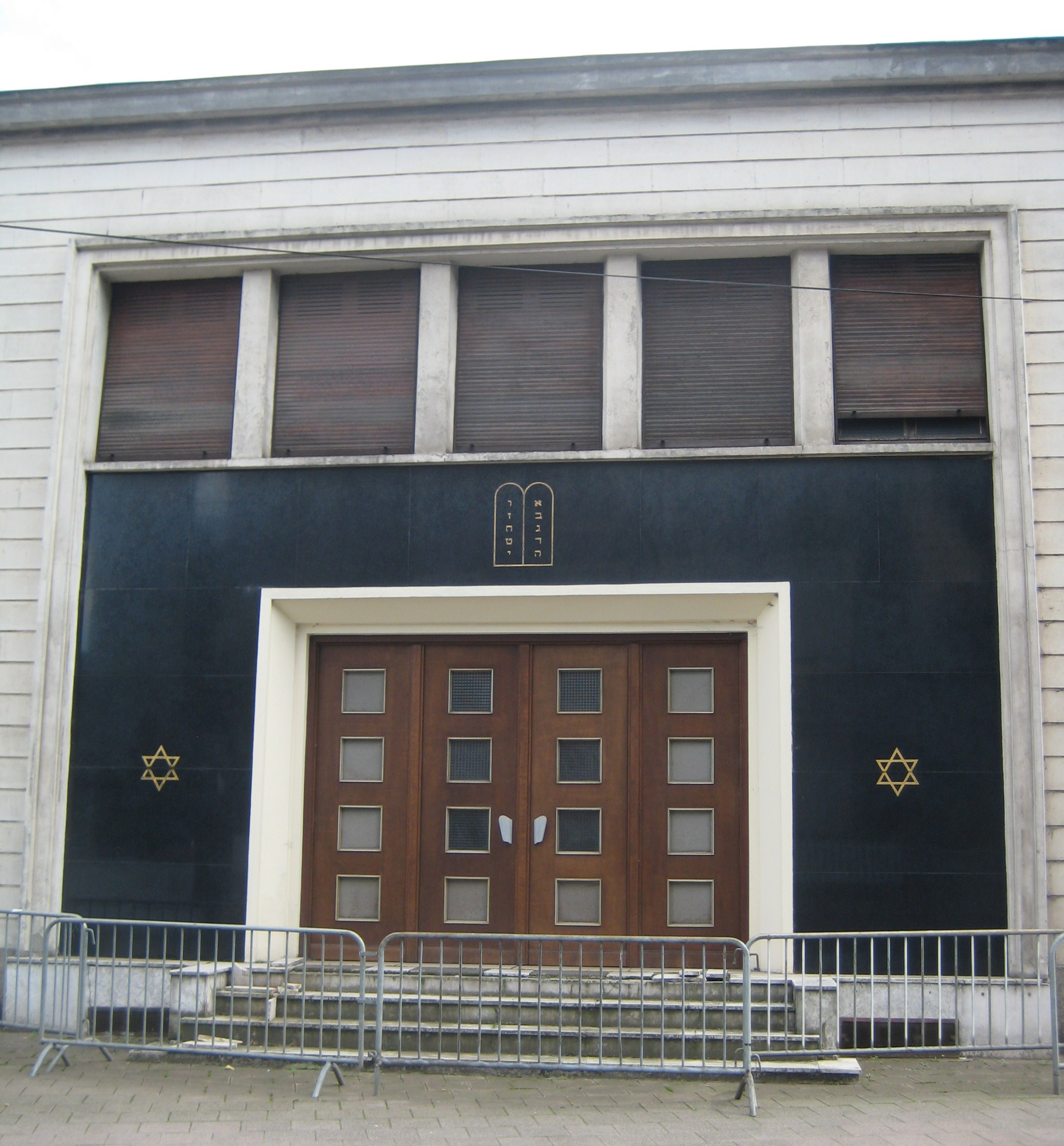
Synagoge
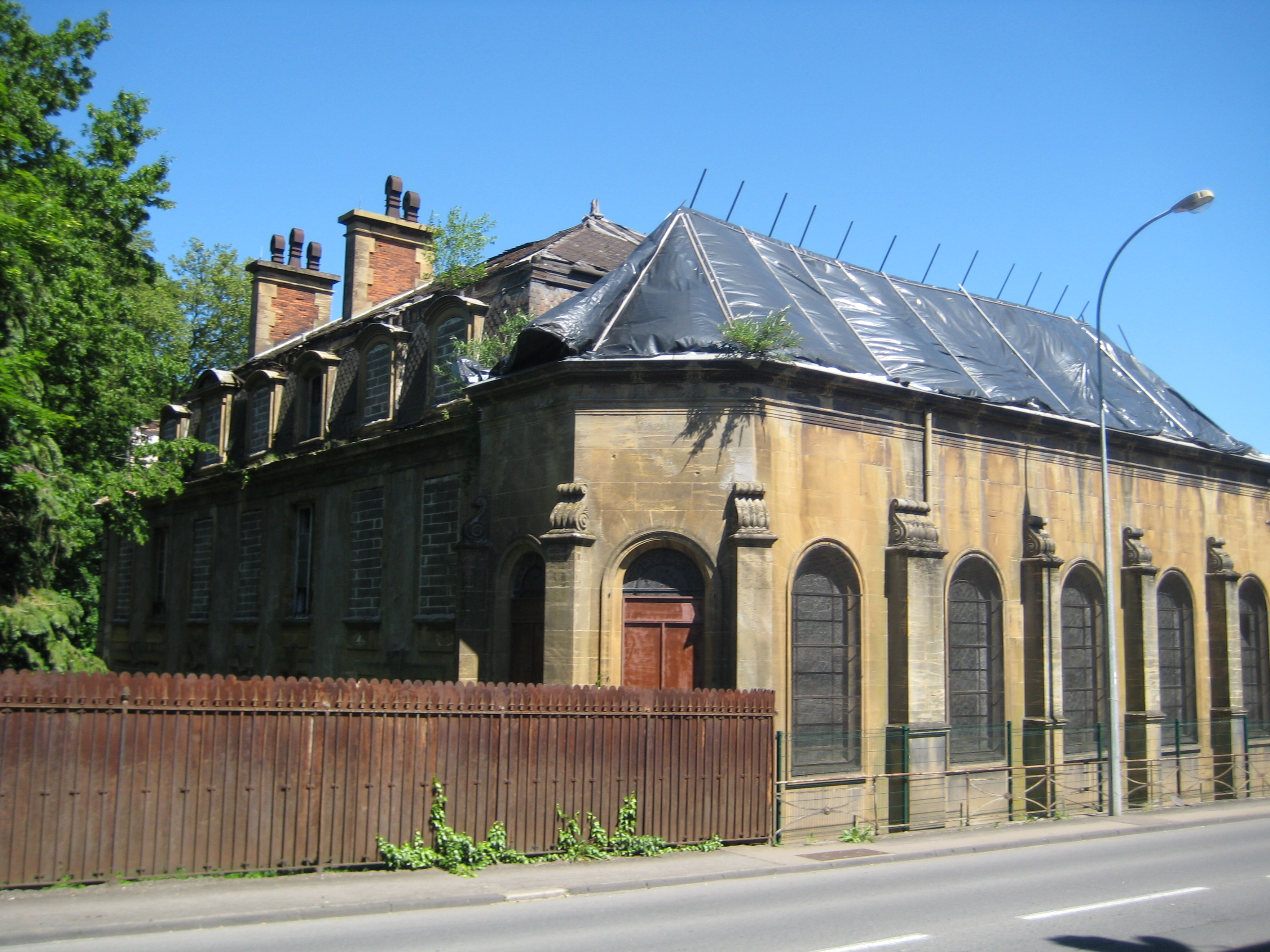
Kapelle Sainte-Trinité
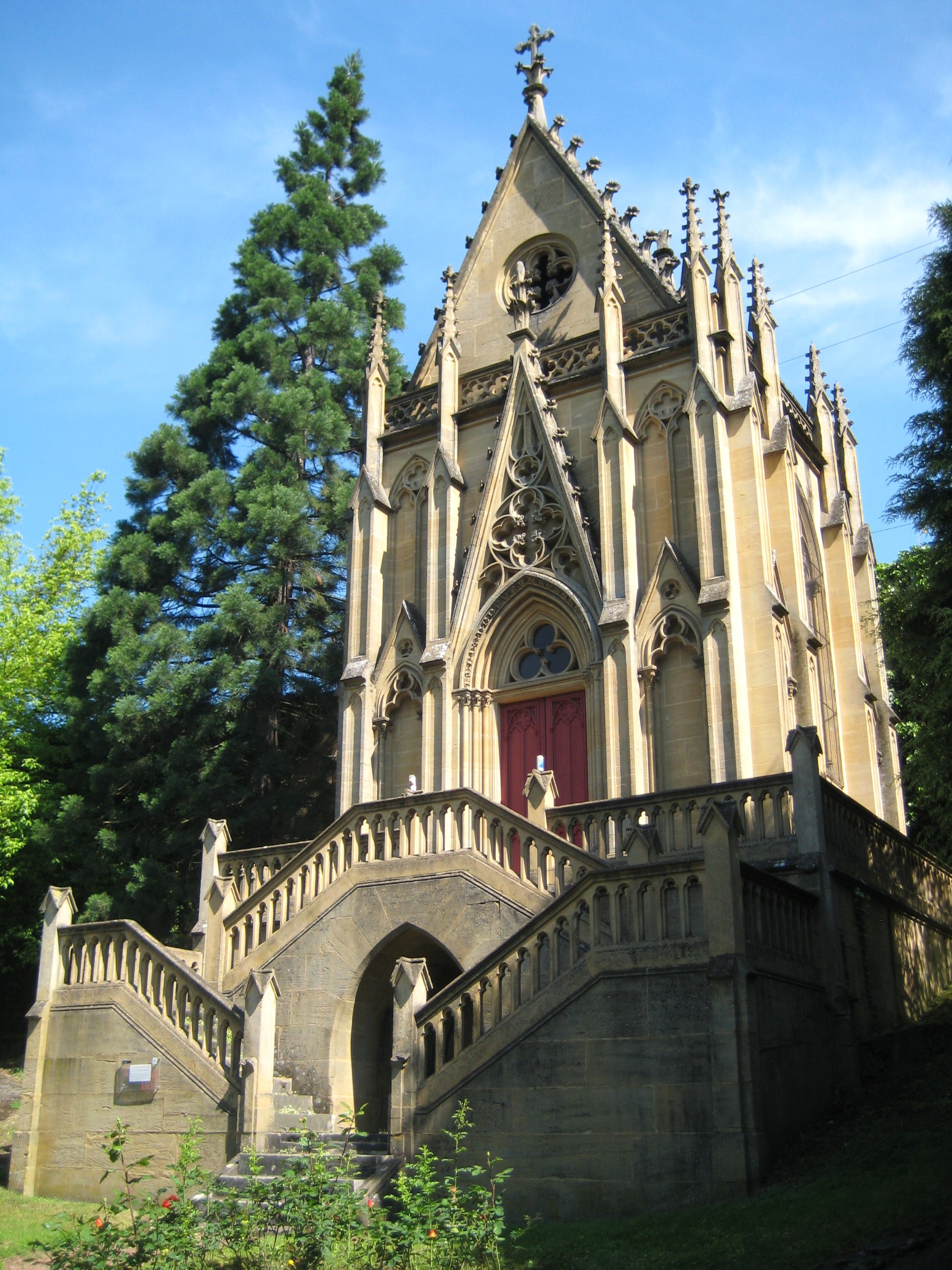
Grabkapelle der Familie de Wendel
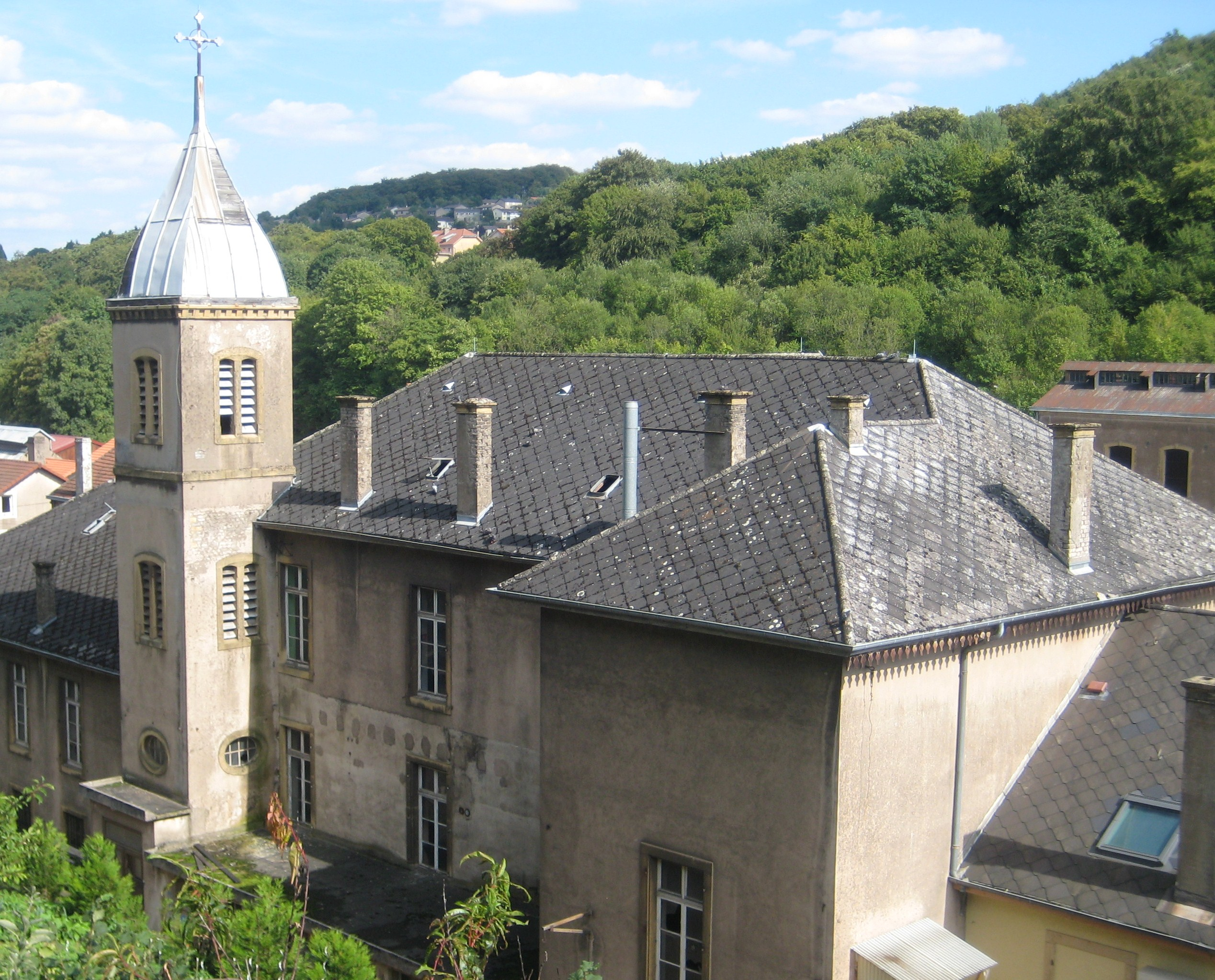
Sogenannte Polen-Kapelle

## Partnerstädte
Städtepartnerschaften bestehen zu Arlon in Belgien, Barga in Italien sowie zu Diekirch in Luxemburg.

## Persönlichkeiten
- Quentin Bigot (* 1992), Hammerwerfer
- Mathieu Jaminet (* 1994), Autorennfahrer
- Marceli Klimkowski (1937–2020), polnischer klinischer Psychologe und Neuropsychologe
- Gabriel Jean Joseph Molitor (1770–1849), General und Pair von Frankreich
- Sylvain Kastendeuch (* 1963), Fußballnationalspieler und -funktionär
- Dominique Alexandre Godron (1807–1880), Naturwissenschaftler, Botaniker